# Яворський Володимир Полікарпович
Володи́мир Поліка́рпович Яво́рський (1876, с. Ропча, Чернівецька область — 25 вересня 1942) — хімік-органік, перший киянин, який очолив кафедру органічної хімії Київського університету у 1935 р.
До цього моменту він побував студентом і офіцером, лаборантом кафедри і викладачем.
Все це активно поєднував з політичною діяльністю. Після більшовицького перевороту обіймав різноманітні адміністративні посади, реорганізовував систему освіти.
По закінченні Київського університету (1901) працював у ньому, 1921—1925 у Київському Політехнічному Інституті (професор — з 1926), 1925—1939 знов у Київському Університеті (завідувач кафедри органічної хімії — 1927, декан хімічного факультету — 1928—1930).
У 1934 р. без захисту здобув науковий ступінь доктора й одразу обирається академіком АН УРСР.
У 1935 р. йому присвоєно звання заслуженого діяча науки УРСР.
У 1939 р. став фундатором і директором Інституту органічної хімії АН УРСР.
Перші свої кроки у науці В. П. Яворський почав з вивчення методів добування високоненасичених кислот за реакцією С. М. Реформатського, а потім у коло його інтересів увійшли синтези з участю ненасичених галогермагнієвих реагентів та хімія органічних азидів.
Досліджував синтези ненасичених сполук, гол. спиртів за допомогою галогенмагнійорганічних сполук, а також різнорідні органічні азиди та їх перетворення в похідні гетероциклів (тріазолів, тетразолів і тріазенів).
Сам виконав 10 наукових праць з органічної хімії, 42 роботи виконано під його керівництвом.